# Diocesi di Pathein
La diocesi di Pathein (in latino Dioecesis Patheinensis) è una sede della Chiesa cattolica in Birmania suffraganea dell'arcidiocesi di Yangon. Nel 2023 contava 65.120 battezzati su 7.087.000 abitanti. È retta dal vescovo Henry Eikhlein.

## Territorio
La diocesi comprende parte della regione di Ayeyarwady nel delta del fiume Irrawaddy.
Sede vescovile è la città di Pathein, dove si trova la cattedrale di San Pietro.
Il territorio è suddiviso in 36 parrocchie.

## Storia
La diocesi di Bassein fu eretta il 1º gennaio 1955 con la bolla Quo commodius di papa Pio XII, ricavandone il territorio dal vicariato apostolico di Rangoon, che lo stesso giorno è stato elevato al rango di sede metropolitana (oggi arcidiocesi di Yangon).
L'8 ottobre 1991 ha assunto il nome attuale in forza del decreto Apostolicis della Congregazione per l'evangelizzazione dei popoli.

## Cronotassi dei vescovi
Si omettono i periodi di sede vacante non superiori ai 2 anni o non storicamente accertati.
- George Maung Kyaw † (1º gennaio 1955 - 19 novembre 1967 deceduto)
- Joseph Mahn Erie † (16 febbraio 1968 - 3 giugno 1982 dimesso)
  - Sede vacante (1982-1986)
- Joseph Valerius Sequeira † (24 gennaio 1986 - 22 febbraio 1992 ritirato)
- John Gabriel † (22 febbraio 1992 succeduto - 16 agosto 1994 deceduto)
- Charles Maung Bo, S.D.B. (13 marzo 1996 - 15 maggio 2003[1] nominato arcivescovo di Yangon)
- John Hsane Hgyi † (15 maggio 2003[1] - 22 luglio 2021 deceduto)
- Henry Eikhlein, dal 31 maggio 2023[2]

## Statistiche
La diocesi nel 2023 su una popolazione di 7.087.000 persone contava 65.120 battezzati, corrispondenti allo 0,9% del totale.
| anno | popolazione | popolazione | popolazione | presbiteri | presbiteri | presbiteri | presbiteri                | diaconi | religiosi | religiosi | parrocchie |
| anno | battezzati  | totale      | %           | numero     | secolari   | regolari   | battezzati per presbitero | diaconi | uomini    | donne     | parrocchie |
| ---- | ----------- | ----------- | ----------- | ---------- | ---------- | ---------- | ------------------------- | ------- | --------- | --------- | ---------- |
| 1958 | 26.498      | 285.000     | 9,3         | 16         | 16         |            | 1.656                     |         | 8         | 64        | 13         |
| 1970 | 35.087      | 2.920.000   | 1,2         | 16         | 14         | 2          | 2.192                     |         | 18        | 51        | 13         |
| 1980 | 41.861      | 3.305.000   | 1,3         | 28         | 26         | 2          | 1.495                     |         | 18        | 69        | 16         |
| 1987 | 57.752      | 3.574.401   | 1,6         | 34         | 34         |            | 1.698                     |         | 11        | 76        | 20         |
| 1999 | 63.692      | 4.396.416   | 1,4         | 44         | 44         |            | 1.447                     |         | 22        | 125       | 26         |
| 2000 | 65.229      | 4.502.843   | 1,4         | 50         | 50         |            | 1.304                     |         | 30        | 133       | 28         |
| 2001 | 66.946      | 4.572.766   | 1,5         | 54         | 54         |            | 1.239                     |         | 28        | 130       | 29         |
| 2002 | 69.588      | 4.745.378   | 1,5         | 59         | 59         |            | 1.179                     |         | 34        | 134       | 29         |
| 2003 | 70.908      | 4.842.080   | 1,5         | 62         | 62         |            | 1.143                     |         | 33        | 135       | 30         |
| 2004 | 71.908      | 4.992.080   | 1,4         | 57         | 57         |            | 1.261                     |         | 35        | 135       | 30         |
| 2013 | 78.500      | 5.842.000   | 1,3         | 80         | 80         |            | 981                       |         | 58        | 134       | 34         |
| 2016 | 60.499      | 6.665.699   | 0,9         | 81         | 81         |            | 746                       |         | 35        | 142       | 35         |
| 2019 | 62.717      | 6.789.600   | 0,9         | 97         | 97         |            | 646                       |         | 58        | 136       | 36         |
| 2021 | 64.108      | 6.974.903   | 0,9         | 112        | 112        |            | 572                       |         | 23        | 136       | 36         |
| 2023 | 65.120      | 7.087.000   | 0,9         | 88         | 88         |            | 740                       |         | 33        | 141       | 36         |